# Апсолутно романтично
Апсолутно романтично је музичка група основана 1999. у Новом Саду. Одржали су стотине концерата, свирали у безброј клубова у земљи и иностранству, снимили пет албума, учествовали у неколико филмова и наступали са највећим звездама наше естраде: Ђорђем Балашевићем, Момчилом Бајагићем Бајагом, Радетом Шербеџијом. Негујући специфичан unpluged звук, карактеристичан по музицирању Зорана Алвировића Кине, једног од најбољих гитариста ових крајева, Апсолутно романтично заузима значајно место на музичкој сцени...

## Чланови
- Петар Алвировић - вокал, гитара
- Зоран Алвировић Кина - гитара, вокал
- Јулије Дондо - бубњеви
- Михаел Хорват - бас-гитара

## Дискографија
- Касно је преправити стих (2000)
- Наша улица у небо се пење (2003)
- Музика из филма „Професионалац“ (2003)
- Тешко је бити сам (2005)
- Војвођански Споменар (2012)